# تریستان دا کونا
جزیره تریستان دا کونا در جنوب اقیانوس اطلس با ۲۷۲ نفر جمعیت دورترین نقطه مسکونی در جهان است. ساکنین این جزیره تنها از ۸ نام فامیل استفاده می‌کنند. این جزیره در دهه ۱۸۰۰ میلادی به مستعمرات انگلستان افزوده شده. ساکنین این جزیره دارای کد پستی بریتانیا هستند. این جزیره کوچک فاقد فرودگاه است و در صورتی که قصد سفر به آنجا را داشته باشید باید بدانید که نزدیکترین خشکی با آن ۲۰۰۰ مایل معادل ۳۲۱۸ کیلومتر فاصله دارد.
این جزیره، بخشی از یک سرزمین فرادریایی بریتانیا به نام سنت هلنا، اسنشن و تریستان دا کونا می‌باشد.

## موقعیت جغرافیایی
- فاصله تا نزدیک‌ترین خشکی (سنت هلن): حدود ۲۴۳۰ کیلومتر
- فاصله تا آفریقای جنوبی: حدود ۲۸۰۰ کیلومتر
- موقعیت: بین آمریکای جنوبی و آفریقا، در عرض جغرافیایی ۳۷ درجه جنوبی

## زبان و حکومت
- زبان رسمی: انگلیسی
- حکومت: تحت‌نظارت فرماندار سنت هلن، اما با شوراهای محلی اداره می‌شود.